# Janet Leung
Pour les articles homonymes, voir Leung.
Janet Leung, née le 25 avril 1994 à Mississauga, est une joueuse canadienne de softball.

## Carrière
Avec l'équipe du Canada, elle remporte la médaille de bronze du Softball aux Jeux olympiques d'été de 2020 à Tokyo.